# Charlie Roberts
Charlie Roberts (ur. 6 kwietnia 1883, zm. 7 sierpnia 1939) – angielski piłkarz, który występował na pozycji napastnika.
W 1903 został zawodnikiem Grimsby Town, skąd w kwietniu 1904 przeszedł do Manchesteru United za 600 funtów, co było wówczas rekordem transferowym. Z United zdobył dwa tytuły mistrza Anglii i Puchar Anglii. W sierpniu 1913 odszedł do Oldham Athletic za 1500 funtów. W sezonie 1914/1915 jako kapitan, poprowadził zespół do wicemistrzostwa kraju. W czerwcu 1921 został menadżerem Oldham Athletic, jednak w grudniu 1922 zrezygnował z tej funkcji.

## Występy w reprezentacji
W reprezentacji Anglii zadebiutował 25 lutego 1905 w meczu przeciwko Irlandii. W sumie w kadrze narodowej wystąpił trzy razy.
| Lp. | Data            | Miejsce             | Mecz              | Wynik | Bramki | Rozgrywki                 |
| --- | --------------- | ------------------- | ----------------- | ----- | ------ | ------------------------- |
| 1.  | 25 lutego 1905  | Ayresome Park       | Anglia – Irlandia | 1:1   |        | British Home Championship |
| 2.  | 27 marca 1905   | Anfield Road        | Anglia – Walia    | 3:1   |        | British Home Championship |
| 3.  | 1 kwietnia 1905 | Sports Arena, Penge | Anglia – Szkocja  | 1:0   |        | British Home Championship |

## Sukcesy
Manchester United
- Mistrzostwo Anglii (2): 1907/1908, 1910/1911
- Puchar Anglii (1): 1908/1909
- Tarcza Dobroczynności (2): 1908, 1911

Oldham Athletic
- Wicemistrzostwo Anglii (2): 1914/1915